# Jakub Błaszczykowski
Jakub Błaszczykowski (Truskolasy, 1985. december 14. –) lengyel válogatott labdarúgó, a Wisła Kraków játékosa.

## Pályafutása

### Góljai a válogatottban
| #   | Dátum                | Helyszín                                                    | ellenfél         | Eredmény | Végeredmény | Sorozat                                      |
| --- | -------------------- | ----------------------------------------------------------- | ---------------- | -------- | ----------- | -------------------------------------------- |
| 1.  | 2007. augusztus 22.  | Lokomotyiv Stadion, Moszkva, Oroszország                    | Oroszország      | 2–2      | 2–2         | Barátságos mérkőzés                          |
| 2.  | 2008. október 11.    | Silesian Stadion, Chorzów, Lengyelország                    | Csehország       | 2–0      | 2–1         | 2010-es vb-selejtező                         |
| 3.  | 2010. március 3.     | Konwiktorska Street Municipal Stadion, Varsó, Lengyelország | Bulgária         | 1–0      | 2–0         | Barátságos mérkőzés                          |
| 4.  | 2010. október 9.     | Soldier Field, Chicago, USA                                 | Egyesült Államok | 2–2      | 2–2         | Barátságos mérkőzés                          |
| 5.  | 2011. augusztus 10.  | Stadion Zagłębia Lubin, Lubin, Lengyelország                | Grúzia           | 1–0      | 1–0         | Barátságos mérkőzés                          |
| 6.  | 2011. szeptember 6.  | Stadion Energa Gdańsk, Gdańsk, Lengyelország                | Németország      | 2–1      | 2–2         | Barátságos mérkőzés                          |
| 7.  | 2011. október 7.     | Szöuli Világbajnoki Stadion, Szöul, Dél-Korea               | Dél-Korea        | 2–2      | 2–2         | Barátságos mérkőzés                          |
| 8.  | 2011. október 11.    | Brita-Aréna, Wiesbaden, Németország                         | Fehéroroszország | 1–0      | 2–0         | Barátságos mérkőzés                          |
| 9.  | 2012. június 2.      | Lengyel Hadsereg Stadion, Varsó, Lengyelország              | Andorra          | 3–0      | 4–0         | Barátságos mérkőzés                          |
| 10. | 2012. június 12.     | Nemzeti Stadion, Varsó, Lengyelország                       | Oroszország      | 1–1      | 1–1         | 2012-es labdarúgó-Európa-bajnokság           |
| 11. | 2012. szeptember 7.  | Podgoricai Stadion, Podgorica, Montenegró                   | Montenegró       | 1–0      | 2–2         | 2014-es labdarúgó-világbajnokság-selejtező   |
| 12. | 2012 szeptember 11.  | Városi Stadion, Wrocław, Lengyelország                      | Moldova          | 1–0      | 2–0         | 2014-es labdarúgó-világbajnokság-selejtező   |
| 13. | 2013. június 7.      | Zimbru Stadion, Chișinău, Moldova                           | Moldova          | 1–0      | 1–1         | 2014-es labdarúgó-világbajnokság-selejtező   |
| 14. | 2013. szeptember 10. | Olimpiai Stadion, Serravalle, San Marino                    | San Marino       | 2–1      | 5–1         | 2014-es labdarúgó-világbajnokság-selejtező   |
| 15. | 2015. szeptember 7.  | Nemzeti Stadion, Varsó, Lengyelország                       | Gibraltár        | 6–0      | 8–1         | 2016-os labdarúgó-Európa-bajnokság selejtező |
| 16. | 2016. március 23.    | Stadion Miejski, Poznań, Lengyelország                      | Szerbia          | 1–0      | 1–0         | Barátságos mérkőzés                          |
| 17. | 2016. június 21.     | Stade Vélodrome, Marseille, Franciaország                   | Ukrajna          | 1–0      | 1–0         | 2016-os labdarúgó-Európa-bajnokság           |
| 18. | 2016 június 25.      | Stade Geoffroy-Guichard, Saint-Étienne, Franciaország       | Svájc            | 1–0      | 1–1         | 2016-os labdarúgó-Európa-bajnokság           |
| 19. | 2017. október 5.     | Hrazdan Stadion Köztársasági Stadion, Jereván, Örményország | Örményország     | 4–1      | 6–1         | 2018-as labdarúgó-világbajnokság-selejtező   |
| 20. | 2018. június 12.     | Nemzeti Stadion, Varsó, Lengyelország                       | Litvánia         | 4–0      | 4–0         | Barátságos mérkőzés                          |
| 21. | 2018. október 11.    | Silesian Stadion, Chorzów, Lengyelország                    | Portugália       | 2–3      | 2–3         | 2018–2019-es UEFA Nemzetek Ligája            |

## Sikerei, díjai
- Wisła Kraków
  - Ekstraklasa: 2004–05
- Borussia Dortmund
  - Bundesliga: 2010–11, 2011–12
  - DFB-Pokal: 2011–12
  - Német szuperkupa: 2008, 2013, 2014